# Stop the Clocks
Stop the Clocks er både titlen på det britiske band Oasis' opsamlingsplade (2006) og titlen på en stadig uudgivet komposition af Noel Gallagher, guitarist og sangskriver.

## Baggrund
Sangen er skrevet under indspilningen af gruppens femte udspil Heathen Chemistry, og meget muligt en af de mest hypede Oasis sange pga. Noels gentagne påstande om at den er en af de bedste sange, han nogensinde har skrevet.

## Omslaget
Omslaget til opsamlingspladen blev designet af Sir Peter Blake, bedre kendt for hans arbejde for The Beatles, for hvem han designede coveret til albummet Sgt. Pepper's Lonely Hearts Club Band(1967). Blake har dog også arbejdet for Paul Wellers, for ham lavede han omslaget til Stanley Road(1995).

## Trackliste

### Disc 1
1. "Rock 'n' Roll Star" (fra Definitely Maybe)
2. "Some Might Say" (fra (What's the Story) Morning Glory?)
3. "Talk Tonight" (fra The Masterplan)
4. "Lyla" (fra Don't Believe the Truth)
5. "The Importance of Being Idle" (fra Don't Believe the Truth)
6. "Wonderwall" (fra (What's the Story) Morning Glory?)
7. "Slide Away" (fra Definitely Maybe)
8. "Cigarettes & Alcohol" (fra Definitely Maybe)
9. "The Masterplan" (fra The Masterplan)

### Disc 2
1. "Live Forever" (fra Definitely Maybe)
2. "Acquiesce" (fra The Masterplan)
3. "Supersonic" (fra Definitely Maybe)
4. "Half the World Away" (fra The Masterplan)
5. "Go Let it Out" (fra Standing on the Shoulder of Giants)
6. "Songbird" (fra Heathen Chemistry)
7. "Morning Glory" (fra (What's the Story) Morning Glory?)
8. "Champagne Supernova" (fra (What's the Story) Morning Glory?)
9. "Don't Look Back in Anger" (fra (What's the Story) Morning Glory?)

### iTunes bonusnumre
- "Cast No Shadow" (Live fra Knebworth, d. 10 august , 1996)
- "Columbia" (Live fra Knebworth, d. 11 august, 1996)
- "Acquiesce" (Video)

### HMV exclusive bonus DVD
With orders from HMV.co.uk, a bonus DVD was packaged with the album. The DVD featured two live songs, "Morning Glory" live from the 2005 V Festival on 20. august 2005, and "Half the World Away" live from Glasgow Barrowlands on 13. oktober 2001.

### Best Buy exclusive bonus disc
Hos Best Buy butikkerne var den regulære version med 2 CD'er af albummet pakket med Stop the Clocks EP som en bonus disc.
1. "Acquiesce"
2. "Cigarettes & Alcohol" (Demo)
3. "Some Might Say" (Live, 1995)
4. "The Masterplan"

## Eksterne links
- sangtekst